# 1898年7月18日日食
1898年7月18日日食为一次在协调世界时1898年7月18日出現的日環食。該次日食食分為0.9450，食甚維持6分11秒。

## 概述
這次日食的食分是0.9450，環食維持6分11秒。

## 基本參數
- 類型：日環食
- 食甚資料：
  - 日期：1898年7月18日
  - 時間：19時36分54秒
  - 地點：36S 130W
  - 食分：0.9450
  - 日環食持續時間：6分11秒

## 外部連結
- NASA日食專頁（页面存档备份，存于）（英文）